# Money in the Bank (2016)
Money in the Bank (2016) là một sự kiện pay-per-view đấu vật chuyên nghiệp và sự kiện của WWE Network sản xuất bởi WWE, diễn ra ngày 19 tháng 6 năm 2016 tại T-Mobile Arena ở vùng ngoại ô của Las Vegas là Paradise, Nevada. Đây là sự kiện Money in the Bank thứ 7.
Có 11 trận đấu diễn ra trong sự kiện, với 2 trận diễn ra ở pre-show. Sự kiện chính chứng kiến Seth Rollins đánh bại Roman Reigns để giành đai WWE World Heavyweight Championship, và mất đai chỉ sau đó vài phút về tay Dean Ambrose, người đã cash-in hợp đồng Money in the Bank mà anh đã giành được trước đó trong sự kiện để đánh bại Rollins lấy danh hiệu. Ngoài ra, AJ Styles đánh bại John Cena. Hai ngày sau Money in the Bank, cựu vô địch Reigns bị đình chỉ vì vi phạm Chương trình Sức khỏe của WWE.

## Kết quả
| #                                                                                     | Kết quả | Thể loại | Thời gian |
| ------------------------------------------------------------------------------------- | --- | --- | --------- |
| 1P                                                                                    | The Golden Truth (Goldust và R-Truth) đánh bại Breezango (Fandango và Tyler Breeze)                                                                             | Trận đấu đồng đội                                                                                               | 5:06      |
| 2P                                                                                    | The Lucha Dragons (Kalisto và Sin Cara) đánh bại The Dudley Boyz (Bubba Ray Dudley và D-Von Dudley)                                                             | Trận đấu đồng đội                                                                                               | 8:48      |
| 3                                                                                     | The New Day (Big E và Kofi Kingston) (c) (cùng với Xavier Woods) đánh bại Enzo và Cass, Gallows và Anderson và The Vaudevillains (Aiden English và Simon Gotch) | Trận đấu đồng đội Fatal 4-Way tranh đai WWE Tag Team Championship                                               | 11:43     |
| 4                                                                                     | Baron Corbin đánh bại Dolph Ziggler | Trận đấu đơn | 12:25     |
| 5                                                                                     | Charlotte và Dana Brooke đánh bại Becky Lynch và Natalya | Trận đấu đồng đội                                                                                               | 7:00      |
| 6                                                                                     | Apollo Crews đánh bại Sheamus | Trận đấu đơn | 8:36      |
| 7                                                                                     | AJ Styles đánh bại John Cena | Trận đấu đơn | 24:10     |
| 8                                                                                     | Dean Ambrose đánh bại Alberto Del Rio, Cesaro, Chris Jericho, Kevin Owens, và Sami Zayn                                                                         | Trận đấu thang Money in the Bank tranh hợp đồng cho một trận đấu tranh đai WWE World Heavyweight Championship   | 21:38     |
| 9                                                                                     | Rusev (c) (cùng với Lana) đánh bại Titus O'Neil bằng đòn khóa                                                                                                   | Trận đấu đơn tranh đai WWE United States Championship                                                           | 8:30      |
| 10                                                                                    | Seth Rollins đánh bại Roman Reigns (c) | Trận đấu đơn tranh đai WWE World Heavyweight Championship                                                       | 26:00     |
| 11                                                                                    | Dean Ambrose đánh bại Seth Rollins (c) | Trận đấu đơn tranh đai WWE World Heavyweight Championship Đây là trận đấu cash-in Money in the Bank của Ambrose | 0:09      |
| - (c) – chỉ người vô địch bước vào trận đấu - P – chỉ trận đấu diễn ra trong pre-show | | |           |

## Nhân sự trên màn ảnh khác
| Bình luận viên - Michael Cole (PPV) - John Bradshaw Layfield (PPV) - Byron Saxton (Pre-show + PPV) - Mauro Ranallo (Pre-show) - Carsten Schaefer (tiếng Đức) - Sebastian Hackl (tiếng Đức) - Carlos Cabrera (tiếng Tây Ban Nha) - Marcelo Rodríguez (tiếng Tây Ban Nha) Bàn Pre-show - Renee Young - Booker T - Lita - Corey Graves | Ring announcer - Lilian Garcia - JoJo Người phỏng vấn - Tom Phillips Trọng tài - Mike Chioda - Jason Ayers - Darrick Moore - Rod Zapata - John Cone - Ryan Tran |